# Закон масштабирования Деннарда
Закон масштабирования Деннарда — эмпирический закон о прогрессе вычислительной техники: «уменьшая размеры транзистора и повышая тактовую частоту процессора, возможно пропорционально повышать производительность». 
Сформулирован в работе 1974 года, одним из соавторов которой был Роберт Деннард. В процессе исследований Деннарду удалось показать, что МОП-структуры имеют огромный потенциал для миниатюризации: при уменьшении линейных размеров можно пропорционально уменьшать подаваемое на затвор напряжение, и при этом переключающие свойства транзистора сохраняются, а скорость переключения повышается. Иными словами, чем меньше транзистор по размеру, тем быстрее он может переключаться; чем быстрее транзистор может переключаться, тем быстрее работает процессор. Значит, уменьшая размеры транзистора и повышая тактовую частоту процессора возможно легко повышать его производительность.
Из этого следовало предсказание, определившее будущее технологий на несколько десятилетий: для повышения производительности надо повышать плотность, частоту и снижать энергопотребление.
Статья о масштабировании не только объяснила закон Мура, но и расширила его: в самом Законе Мура говорится о повышении плотности (то есть о количестве транзисторов на единицу площади), но не о том, что это ведёт к повышению производительности. Заслуга Деннарда в том, что он соотнёс масштабирование с производительностью, и если Мур задал вектор для развития полупроводниковой индустрии, то Деннард объяснил, каким именно способом следует двигаться в его направлении. С тех пор постоянно уменьшающаяся ширина (технологический фактор) проводника стала главным показателем прогресса в индустрии микропроцессорной техники.

## Несоблюдение закона с 2006 года
Примерно в 2005—2007 годах закон масштабирования перестал работать. Так, на момент 2016 года число транзисторов по-прежнему продолжило расти, но темпы роста производительности процессоров замедлились. Главная причина состоит в том, что при уменьшении размеров транзисторов токи утечки создают всё бо́льшие и бо́льшие проблемы: они приводят к нагреванию микросхемы, что ведет в свою очередь к тепловому разгону процессора и выходу его из строя. Таким образом Закон масштабирования упирается в определённые пределы выделяемой мощности процессора (англ. power wall), после которых процессоры перегреваются и становятся неработоспособными. И преодолеть эти пределы невозможно без использования нетрадиционных, громоздких и дорогих систем охлаждения. Как результат с 2006 года частота массовых микропроцессоров не растёт выше примерно 4 ГГц.
Несоблюдение Закона Деннарда и как следствие невозможность наращивать больше тактовую частоту процессоров привели к тому, что производители обратились к другой альтернативе: производству многоядерных процессоров. Таким образом выросший благодаря Закону Мура бюджет транзисторов тратится теперь уже не на увеличение производительности самого вычислительного ядра, а на увеличение количества этих ядер в процессоре и размещении других компонентов на подложке процессора (многоуровневый кэш, видеосистема, сетевые интерфейсы, специализированные ускорители), которые до этого приходилось размещать на плате отдельно.